# Ніна Лін
Ніна Лін (англ. Nina Leen; нар. 1914, померла 1 січня 1995) — американська фотографка, яка народилася у Російській імперії. Ніна була постійною фотожурналісткою журналу Life. Її пам'ятають насамперед за фотографії тварин, багато з яких були опубліковані у вигляді книг, а також за портрети.

## Біографія
Лін народилася в Росії (ймовірно, між 1909 і 1914 роками, хоча вона тримала свій вік у таємниці), вивчала живопис у Берліні.  До еміграції у США в 1939 році вона також жила в Італії та Швейцарії. Її перші фотографії, опубліковані в журналі Life у квітні 1940 року, містили зображення черепах в зоопарку Бронкса, зняті на камеру Rolleiflex. Хоча вона так і не стала штатним фотографом Life, вона працювала фотографом за контрактом до закриття журналу у 1972 р. Лін була фотографом моделей для Life і довгий час була одружена з фотографом Сержем Балкіним. Вона отримала визнання, коли Едвард Стайхен включив дві її фотографії до міжнародної пересувної виставки The Family of Man; одна з них - це фотографія дитини біля шкільної дошки, а інша - кількох поколінь фермерської сім'ї з Озарк (яка згодом була відібрана Карлом Саганом для записів на Золотий диск «Вояджера»).
Загалом, за свою кар'єру, фотографії Ніни були опубліковані більш ніж на 50 обкладинках різних видань (40 з яких у її рідному журналі Life). Лін зробила незліченну кількість фоторепортажів з усього світу, в тому числі історію свого собаки Лакі, яка почалася в 1949 році і згодом вилилася в книгу. Окрім численних історій про тварин, її пам'ятають за репортажі про молодь 1940-х і 1950-х років та групу художників, відому як The Irascibles. Вона також документувала європейських королівських осіб, фотомоделей, танцівниць та актрис. З 1973 року Лін залюбки продовжувала публікувати свої роботи у книжках, в тому числі свої відомі зображення кажанів, яких вона називала «літаючими кошенятами».

## Публікації
- Leen, Nina; Mackland, Ray (1951). Lucky, the Famous Foundling: Photogr. by Nina Leen, Text by Ray Mackland. Wyn. ISBN 978-1-01-419166-3.
- Leen, Nina; Novick, Alvin (1969). The World of Bats. Holt, Rinehart and Winston.
- Leen, Nina (1970). Women, Heroes, and a Frog. Rolf Harris. ISBN 978-0-393-08624-9.
- Leen, Nina; Davis, Joseph Anthony (1973). And then there were none: America's vanishing wildlife. Holt, Rinehart and Winston. ISBN 978-0-03-007466-0.
- Leen, Nina (1974). Dogs of All Sizes. Amphoto. ISBN 978-0-8174-0567-0.
- Leen, Nina (1974). Love, Sunrise, and Elevated Apes. Norton. ISBN 978-0-393-08699-7.
- Leen, Nina (1977). Images of Sound. W. W. Norton. ISBN 978-0-393-08800-7.
- Leen, Nina (1978). Monkeys. Henry Holt. ISBN 978-0-03-044001-4.
- Leen, Nina (1978). Snakes. Holt, Rinehart and Winston. ISBN 978-0-03-039926-8.
- Leen, Nina (1980). Taking pictures. Avon. ISBN 978-0-380-49205-3.
- Leen, Nina (1980). Cats. Holt, Rinehart, and Winston. ISBN 978-0-03-052331-1.
- Leen, Nina (1981). Rare and Unusual Animals. Henry Holt. ISBN 978-0-03-057478-8.

## Роботи

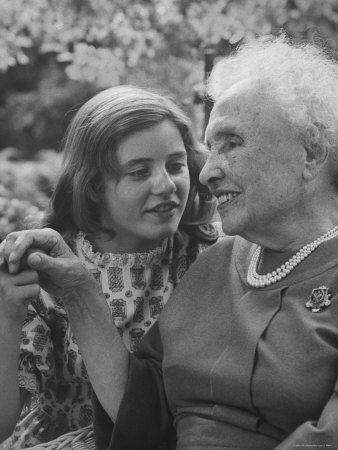
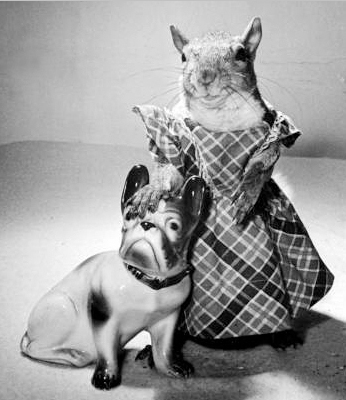
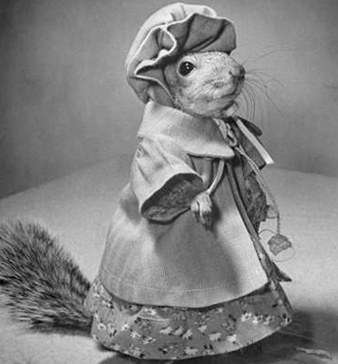
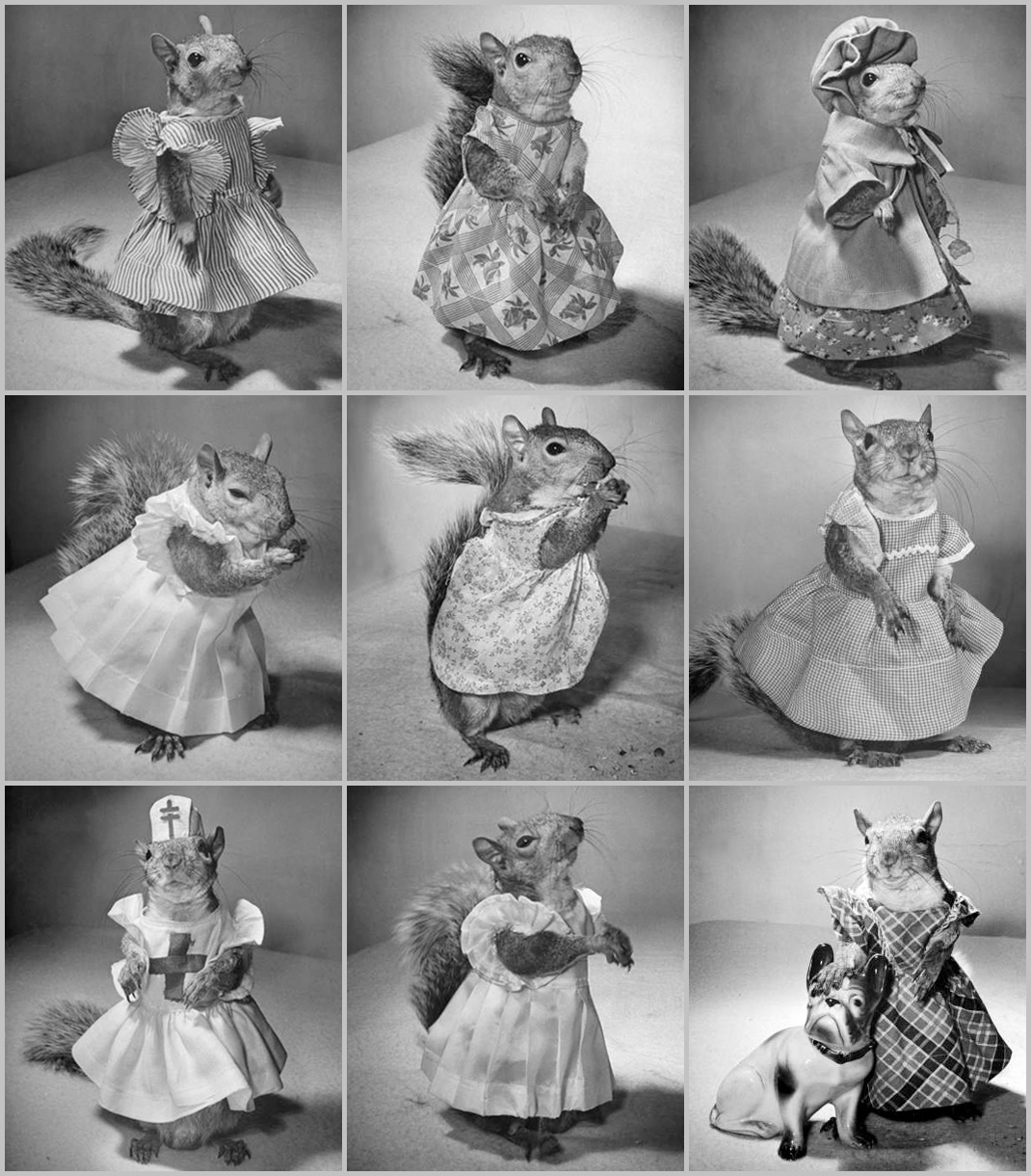